# Eurybiades cerastes
Eurybiades cerastes är en insektsart som beskrevs av Rehn, J.A.G. 1929. Eurybiades cerastes ingår i släktet Eurybiades och familjen torngräshoppor. Inga underarter finns listade i Catalogue of Life.